# Rolls-Royce 20 hp (1905)
Pour le modèle de 1922, voir Rolls-Royce 20 HP.
La Rolls-Royce 20HP de 1905 est une voiture produite par Charles Rolls et Henry Royce en 40 exemplaires, mais seulement deux exemplaires existent encore de nos jours, dont un se trouvant actuellement au Canada. Moteur de 4118cc, 4 cylindres en ligne, refroidi par eau.